# Trazié Thomas
Trazié Thomas Zai (* 1. Juli 1999 in Divo) ist ein ivorischer Fußballspieler.

## Karriere

### Verein
Trazié Thomas begann seine Laufbahn in seinem Heimatland beim Erstligisten RC Abidjan. In der COVID-bedingt abgebrochenen Saison 2019/20 gewann die Mannschaft die ivorische Meisterschaft. Im Sommer 2020 wechselte der Mittelfeldspieler nach Frankreich zum OGC Nizza, kurz darauf wurde er jedoch an den Schweizer Erstligisten FC Lausanne-Sport verliehen. Im Dezember 2020 gab er bei der 0:4-Niederlage gegen den FC Zürich sein Debüt für Lausanne in der Super League, als er in der 74. Minute für Joël Geissmann eingewechselt wurde. Bis Saisonende bestritt er insgesamt 13 Partien in der höchsten Schweizer Spielklasse. Im Sommer 2021 wurde er fest verpflichtet.
Im September 2022 wechselte er nach Israel zu Beitar Jerusalem.

### Nationalmannschaft
Trazié Thomas spielte mindestens dreimal für die ivorische U-17-Auswahl. Im Juni 2017 nahm er mit der U-20-Nationalmannschaft am Turnier von Toulon teil. Das Team erreichte das Finale, das man gegen England verlor. Trazié Thomas kam in vier der fünf Partien seines Landes zum Einsatz.